# 국제열핵융합실험로

ITER 로고

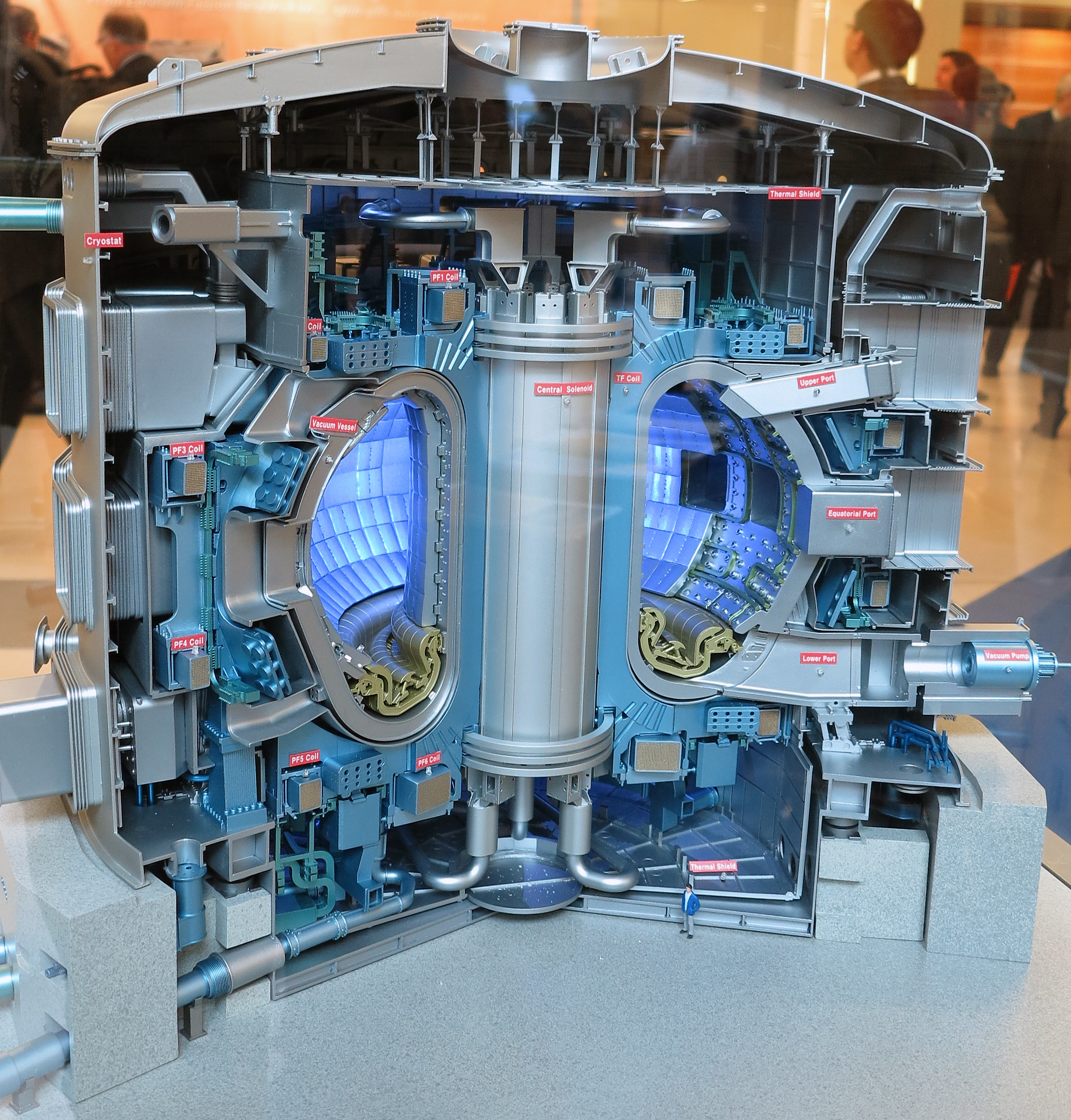
ITER의 모습

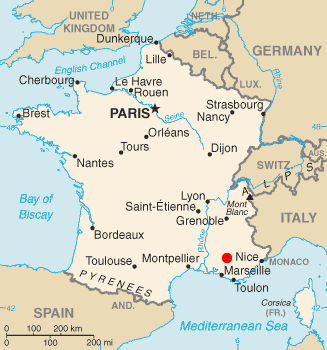
ITER가 위치한 프랑스의 카다라쉬(Cadarache)(빨간점)

국제열핵융합실험로(International Thermonuclear Experimental Reactor, ITER)는 국제 토카막 실험로로, 프랑스에 건설 예정이며, 완전한 규모의 핵융합 발전의 과학적이며 기술적인 가능성을 보여주기 위해서 설계되었다. ITER는 TFTR, JET, JT-60 및 T-15 등의 실험에서 얻은 결과에 기반하여 설계되며, 훨씬 더 큰 규모이다. 이 계획은 30년을 지속할 것으로 예상되며, 초반 10년은 건설에, 20년을 가동에 쓸 예정이다. 예산은 대략 100억 유로(12조 원) 정도로 예상된다. 수 년간의 심사 끝에, ITER는 프랑스의 카다라쉬(Cadarache)에 건설 될 것으로 2005년 6월 발표되었다.

## 역사
1985년 미국 로널드 레이건 대통령과 소련 미하일 고르바초프 대통령이 정상회담에서 핵융합 연구개발 추진에 관한 공동성명을 채택하여, 1988년에 ITER이 공식 출범했다. 초기 참여국가는 미국, 러시아, 유럽연합, 일본이다. 한국과 중국이 2003년, 인도가 2005년에 참여하여 7개국이 ITER를 건설중이다.
ITER 토카막 건설은 2013년에 시작되었다. 2015년 6월 기준으로, 140억 달러의 건설비가 들었다. 2025년에 ITER이 완공되고 발전을 시작할 계획이다. 완전한 핵융합 발전은 2035년에 시작할 계획이다.

## 참여국
- 대한민국

한국의 국제열핵융합실험로 ITER 사업의 목표는 2040년대에 상용 핵융합 발전소 건설을 위한 원천기술을 확보하여 대용량의 친환경적 에너지원 확보로 국가 에너지 자립 및 에너지 안보에 기여하는 것이다. 또한 한국은 국제열핵융합실험로 ITER 사업의 기본 방향에 대해서 다음과 같이 기본적인 방향을 설정하고 있다. (한국에 할당된 10개 조달품목(초전도 도체, 진공용기 본체 및 포트, 조립장비류, 전원공급장치, 블랑켓 차폐블록, 열차폐체, 진단장치, 삼중수소 저장 및 공급 장치, IVC 버스바)를 적기에 제작하고 조달한다. ITER 기구 운영 참여 및 인력파견을 통하여 전문인력을 양성한다. 핵융합 상용화 및 운전기술 확보를 위한 핵심기술을 연구하고 개발한다. 조달품목의 효율적 적기 조달을 위한 종합사업관리를 실시한다.)
- 미국
- 러시아
- 중국
- 인도
- 일본
- 유럽 연합

## 같이 보기
- KSTAR